# Джунковский, Степан Семёнович
Степа́н Семёнович Джунко́вский  (25 декабря 1762 Лебедин, Харьковская губерния, Российская империя, ныне Украина — 3 апреля 1839, Санкт-Петербург, Российская империя) — тайный советник, русский учёный, поэт, публицист.

## Биография

### Происхождение
Родился 25 декабря 1762 года в Лебедине Харьковской губернии. Отец дворянин и священник Лебединской церкви Семён Семёнович Джунковский. В 6 лет Джунковский уже хорошо читал на русском  языке славянские книги.

### Образование
В 8 лет он ежедневно в 5 часов утра ходил в школу, которая находилась в двух верстах от дома. В 1772 году поступил в Харьковский коллегиум, в 12 лет он сочинял и произносил при разных торжествах речи и проповеди, в 15 лет уже знал латинский и греческий язык. В 1783 году он с отличием окончил Харьковский коллегиум. В том же году в Харьков приехал будущий Императорский Духовник А. А. Самборский, ректор рекомендовал ему молодого Джунковского и Самборский взял его под своё покровительство. В 1784 году Самборский представил Джунковского императрице Екатерине II, а та, в свою очередь, повелела отправить его в Англию для обучения наукам и земледелию. В Англии Джунковский слушал лекции в Кембриджском университете и был экзаменован. Ему была объявлена удовлетворительная оценка по знанию славянских языков и математике. Семь лет Джунковский провёл в Англии, Франции и Фландрии.

### Придворная и министерская служба
По возвращении в Россию назначен учителем английского языка к великим княжнам. В 1793 году издал поэтическое описание  Александровой дачи, показывающее парк в период его расцвета и указывающее на символическое значение его построек. После переезда А. А. Самборского в столицу для воспитания будущего Александра I, Джунковский последовал за своим учителем. 15 июля 1794 года избран корреспондентом Императорского Вольного экономического общества.
Вступив в службу сержантом в Преображенский полк в 1795 году он переименован в капитаны с назначением в Кирасирский полк князя Потёмкина, с оставлением в звании учителя великих княжён. 28 марта 1800 года Джунковский определён членом Экспедиции заготовления государственных бумаг. 
В 1801 году пожалован в коллежские советники, а в 1803 году избран членом и непременным секретарём Вольного экономического общества и был постоянным редактором «Трудов» общества, составлял годовые отчёты и написал множество статей по сельскому хозяйству и домоводству. В 1806 году за отличие по службе пожалован в статские советники. За труды по поселению колонии и за усердное исполнение особых поручении в Лифляндии и других местах награждён орденом Святого Владимира 2-й степени, украшенном алмазами. В 1811 году Джунковский назначен директором вновь образованного Департамента государственного хозяйства и публичных зданий с производством в действительные статские советники, затем ему была поручена осушка окрестностей Санкт-Петербурга. Был членом нескольких Московских обществ: Общество испытателей природы и сельского хозяйства, Агрономического общества. Затем назначен директором Российского библейского общества, Тюремного комитета и пр. По особому повелению Императора Джунковский принял на себя попечение и надзор за школой для бедных мальчиков и училищем взаимного обучения, учреждённым в 1820 году для бедных девушек.
В 1826 году произведен в тайные советники. В 1828 году из-за ухудшения здоровья по собственной просьбе он был уволен с должности директора Департамента и непременного секретаря Императорского вольного экономического общества общества.

### Смерть
3 апреля 1839 года скончался от кровоизлияния в мозг. Похоронен на Литераторских мостках.

## Писательство
Джунковский писал стихи посвящённые Екатерине II, написал поэму «Александрова...» (первое издание 1793 г.), которая была издана на русском и французском языках, а также поэму посвящённую учреждению ордена Святого Владимира и другие, которые были напечатаны и были удостоены монарших наград. По Высочайшему повелению он перевёл сочинение о болезнях Морских служителей, перевёл на русский язык книгу «Новая и полная Система домоводства», которая была издана в 1807 году в 15-ти томах.
Для современности из его трудов некоторый интерес представляет только поэма с описанием Александровой дачи - единственный источник с полным описанием парка периода его расцвета. 

## Труды
- Александрова, увеселительный сад его императорского высочества благоверного государя и великого князя Александра Павловича.  Произведение известно в разных вариантах и изданиях:
  - Джунковский С. С. Александрова, увеселительный сад его императорскаго высочества благовѣрнаго государя и великаго князя Александра Павловича. - СПб: Типография Академии наук. - 1793.
  - Джунковский С. С. Александрова, увеселительный сад его императорскаго высочества благовѣрнаго государя и великаго князя Александра Павловича. - СПб: Типография Академии наук. -  1794.
  - Džunkovskij S. S. Alexanderova ou Les Jardins de Son Altesse Impériale monseigneur le grand duc Alexandre Pauloide: Poème dédié à Sa Majéste Impériale Cathérine Seconde impératrice et autocratrice de toutes les Russies: Traduit du russe. - Saint Pétersbourg [St.-Peterburg: De l'Imprimerie de l'Académie Impériale des sciences], 1793.
  - Džunkovskij S. S. Alexanderova ou Les Jardins de Son Altesse Impériale monseigneur le grand duc Alexandre Pauloide: Poème dédié à Sa Majéste Impériale Cathérine Seconde impératrice et autocratrice de toutes les Russies: Traduit du russe. - Saint-Pétersbourg [St.-Peterburg]: S. n., 1794.
  - Джунковский С. С. Александрова, увеселительный сад его императорскаго высочества благовѣрнаго государя и великаго князя Александра Павловича. - Харьков: Университетская типография, 1810 (2-е издание).